# 阿达尔伯特·法尔克
保罗·路德维希·阿达尔伯特·法尔克（德語：Paul Ludwig Adalbert Falk，1827年8月10日—1900年7月7日），是德国政治家，曾担任普鲁士王国教育部长，任内参与制定了针对天主教会的“文化斗争”。